# Krögis

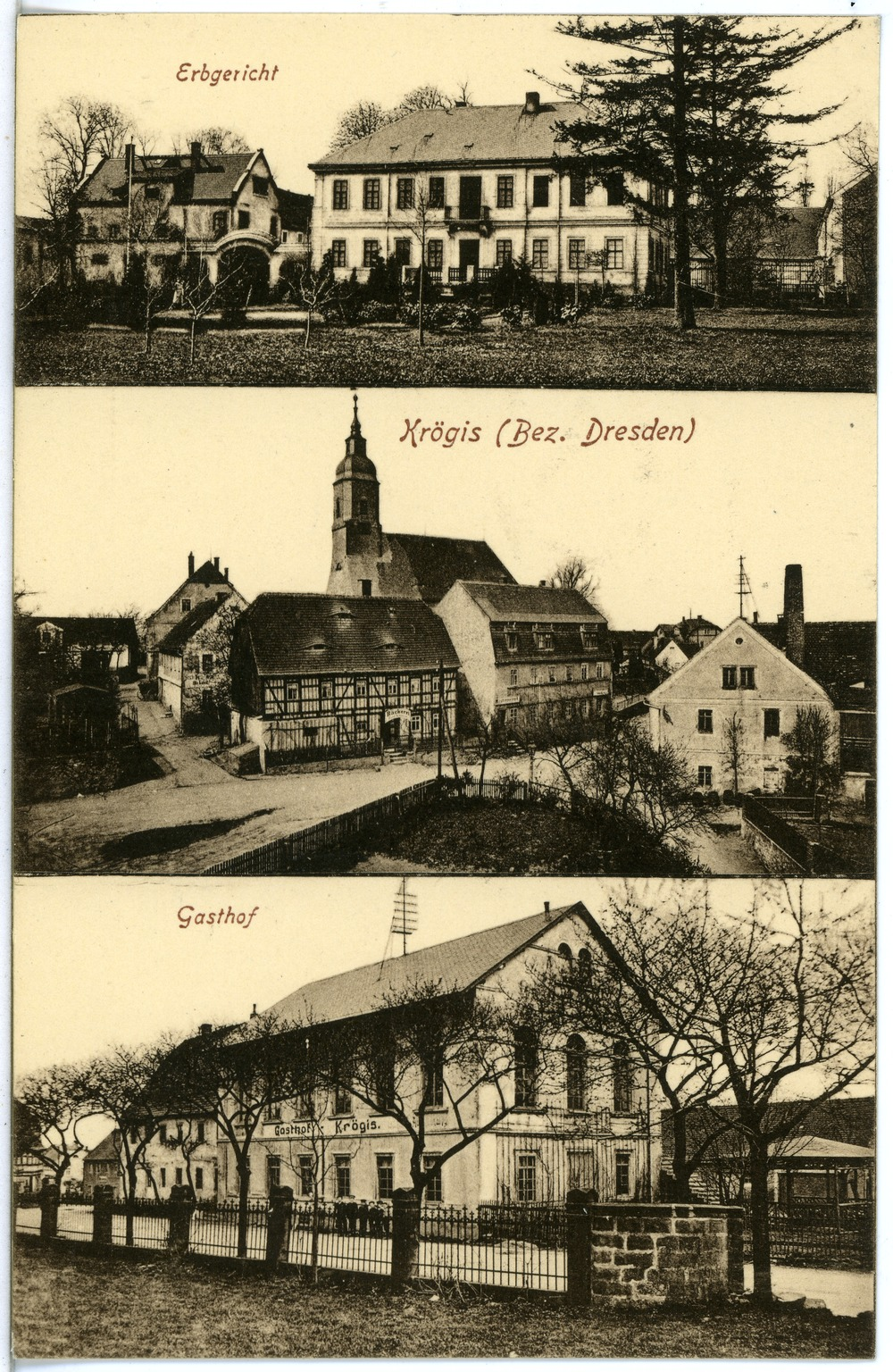
Ansicht von Erbgericht, Kirche und Gasthof um 1916

Krögis ist ein Ortsteil der Gemeinde Käbschütztal im Landkreis Meißen in Sachsen. Krögis ist Kleinzentrum der Gemeinde, es ist der Sitz der Gemeindeverwaltung,  sowie der einzigen Grundschule. 
Der Ortsname entwickelte sich von Criguz (1227), über weitere Zwischenstufen zu Kregis (1547) zur heutigen Form Krögis (seit 1724).
Zu der Landgemeinde wurde 1924 Görtitz eingemeindet, am 1. November 1935 folgten Barnitz, Görna, Luga, Mauna, Nössige, Porschnitz (mit Kleinprausitz) und Soppen. Zum 1. Januar 1994 wurde die Gemeinde mit Jahna-Löthain und Planitz-Deila zu Käbschütztal vereinigt.
Südöstlich von Krögis liegt Miltitz.
In Krögis stehen 25 Bauwerke unter Denkmalschutz und wurden vom Landesdenkmalamt in die Kulturdenkmalliste für Käbschütztal aufgenommen, darunter die Anfang des 19. Jahrhunderts errichtete „Bergschänke“, die 1910 errichtete Schule mit dazugehöriger Turnhalle sowie die Dorfkirche Krögis mit Leichenhalle und Friedhof. Auf dem Friedhof befindet sich ein den Gefallenen des Ersten Weltkrieges gewidmetes Denkmal mit einigen Soldatengräbern.

## Entwicklung der Einwohnerzahlen
| Jahr      | 1834 | 1871 | 1890 | 1910 | 1925 | 1939 | 1946 | 1964 | 1971 | 2011 |
| --------- | ---- | ---- | ---- | ---- | ---- | ---- | ---- | ---- | ---- | ---- |
| Einwohner | 229  | 355  | 335  | 310  | 415  | 1314 | 1870 | 1652 | 1644 | 334  |